# Andrea Dandolo
Pour les articles homonymes, voir Dandolo.
 (décembre 2018).
Si vous disposez d'ouvrages ou d'articles de référence ou si vous connaissez des sites web de qualité traitant du thème abordé ici, merci de compléter l'article en donnant les références utiles à sa vérifiabilité et en les liant à la section « Notes et références ».
Andrea Dandolo, né le 30 avril 1306 et mort à Venise le 7 septembre 1354, est le 54e doge de Venise.

## Biographie

### Famille
Descendant d’une des principales familles du patriciat vénitien, les Dandolo, son père Fantino participe à l’élection du doge Giovanni Soranzo. Sa fratrie est composée de Marco et Simone. Si nous avons peu d’informations sur le premier, le second participe au siège de Zara en 1345 et fait partie des juges qui condamneront à mort Marin Falier. Le testament de Dandolo mentionne aussi une sœur nommée Agnese qui est sœur au monastère de Saint-Jean l’Évangéliste à Torcello dans la partie septentrionale de la lagune.
Il étudie le droit à l'université de Padoue, où il est ensuite professeur de droit avant son élection. Il est un grand protecteur des arts. Il réforme la législation de Venise, promulguant en 1346 un code compilant les lois applicables dans la République.

### Amitié avec Pétrarque
Ami de Pétrarque, qui a écrit de lui qu'il est « un homme juste, incorruptible, plein d'ardeur et d'amour pour son pays, érudit, éloquent, sage, affable et humain ».
Il épouse Francesca Morosini avec qui il vit un rapport assez tourmenté : celle-ci, après une visite d'État d'Isabella Fieschi, épouse de Luchino Visconti seigneur de Milan, à laquelle, selon elle, le doge avait réservé trop d'attention, décida de se faire enterrer loin de lui.
Son parcours dans la vie publique vénitienne est très précoce. En 1331, à seulement 25 ans, il est nommé procurateur de la Basilique Saint-Marc.
À 37 ans, il est élu doge le 4 janvier 1343 après six votes, pour succéder à Bartolomeo Gradenigo, mort le 28 décembre 1342.

### Dogat

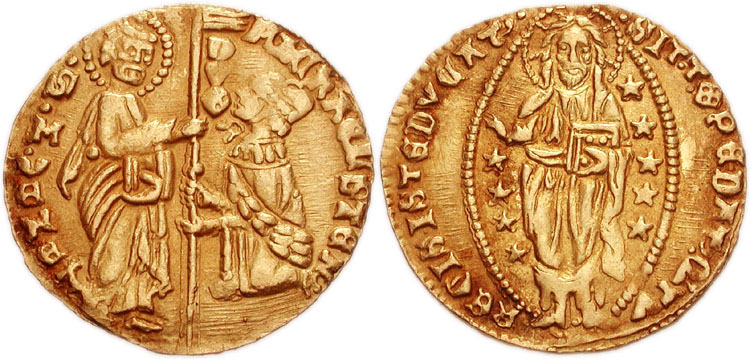
Ducat d'or d'Andrea Dandolo (Recto)

Sous son dogat, Venise soutient une guerre désastreuse contre les Hongrois, à la suite de la septième révolte de Zara contre la République Sérénissime. Alliée des Hongrois, Gênes envoie dans l'Adriatique une puissante flotte sous le commandement de Paganino Doria, qui ravage les possessions vénitiennes, et menace Venise elle-même, qui est sauvée par la grande victoire navale de Loiera en 1353.
Le 25 janvier 1348, Venise subit un violent tremblement de terre qui fait des centaines de victimes, détruisant de nombreux édifices, et subit également une terrible épidémie de peste qui ne prend fin qu'en 1350, décimant pendant ces deux années le tiers de la population.
En 1353, malgré la tentative de médiation de Pétrarque, les hostilités contre Gênes reprennent ; les dures batailles et les défaites réciproques contraignent les deux adversaires à s'allier avec les puissances de la terre ferme italienne ; ainsi une guerre localisée se transforma en guerre totale. La guerre provoque la rupture entre Dandolo et Pétrarque après que le premier a accusé le second de favoriser les Visconti, ses mécènes et les alliés de Gênes. Les Génois gagnent le 3 novembre 1354 une importante bataille qui détermine le résultat de la guerre en leur faveur : à l'époque, Dandolo est déjà mort, selon certains de chagrin, le 7 septembre 1354. Son ami Pétrarque, malgré leurs mauvais rapports, le regretta longtemps comme homme et humaniste. Il fut le dernier doge enterré dans la basilique Saint-Marc, dans un somptueux tombeau se trouvant dans le baptistère de la basilique.
Andrea Dandolo a écrit deux chroniques latines sur l'histoire de Venise que l'on peut retrouver au tome XII du recueil de Muratori, Rerum Italicarum Scriptores.